# Brachirus muelleri
Brachirus muelleri är en fiskart som först beskrevs av Steindachner, 1879.  Brachirus muelleri ingår i släktet Brachirus och familjen tungefiskar. Inga underarter finns listade.